# Anacamptis picta
Anacamptis picta (synoniem: Anacamptis morio subsp. picta) is een Europese orchidee. De plant wordt ook wel slanke harlekijn genoemd. Het is een kleine orchidee, die enkel in het Middellandse Zeegebied voorkomt.
Hij wordt dikwijls beschouwd als een ondersoort van de harlekijn (Anacamptis morio).

## Naamgeving enetymologie
- Synoniem: Orchis morio subsp. picta (Loisel.) K.Richter (1890), O. picta Loisel. 1827, A. morio subsp. picta (Loisel.) Jacquet & Scappat., A. picta (Loisel.) R.M.Bateman
- Frans: Orchis peint

De botanische naam Anacamptis is afkomstig van het Griekse 'anakamptein', achterover leunen, wat slaat op de naar achter gebogen pollinia. De soortaanduiding picta is afgeleid van het Latijnse 'pictus' (geschilderd), wat slaat op de haast geschilderde vlekken op de bloemlip.

## Kenmerken

### Habitus
A. picta is een overblijvende, niet-winterharde geofyt. Het is een kleine (maximaal 30 cm), slanke plant (veel slanker dan de harlekijn) met een naar boven toe violet aangelopen bloemstengel, een bladrozet aan de basis en enkele verspreid staande bladeren hogerop en een tot lange, ijle aar met violet-witte bloemen.

### Bladeren
De onderste vijf tot tien bladeren staan in een bladrozet, zijn lichtgroen, ongevlekt, smal lijnlancetvormig, in de lengte tot een gootje geplooid. Hogerop staan nog enkele kleinere, stengelomvattende bladeren, die naar de top toe overgaan in rood-violette vliezige schutbladen, ongeveer even lang als de vruchtbeginsels.

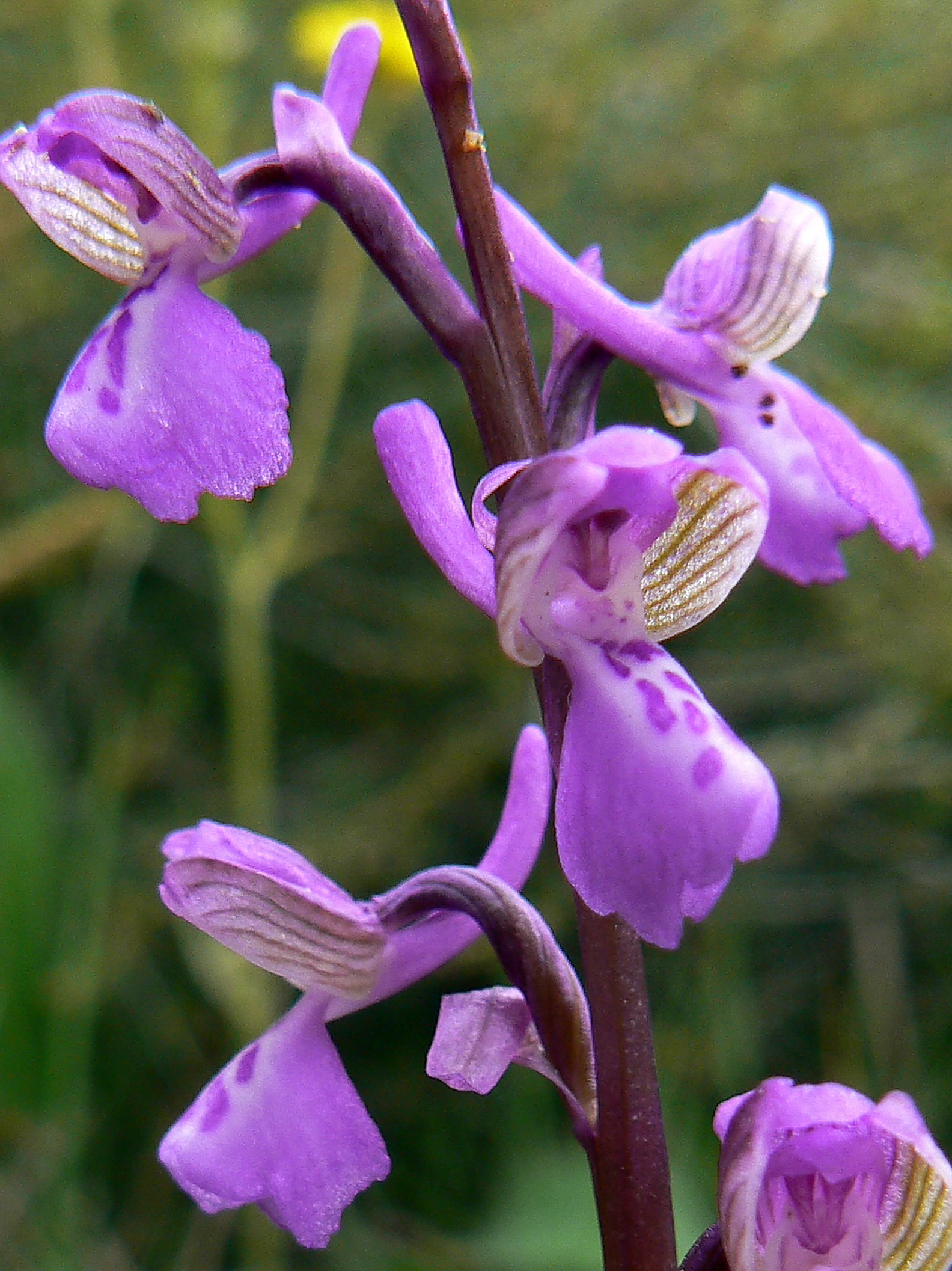
A. morio subsp. picta, detail bloeiwijze

### Bloemen
De bloemen zijn klein, variabel gekleurd van paars tot violet-wit. De ovale kelkbladen vormen samen met de kleinere kroonbladen een helm boven het gynostemium, de kelkbladen zijn daarbij getekend met groen-paarse nerven.
De lip is drielobbig, breder dan lang, met onregelmatig getande zijlobben die dikwijls volledig naar achter geslagen zijn. De middelste lob is korter dan de zijlobben, met een bleek centrum, voorzien van soms opvallend grote purperen vlekken. Het brede cilindrische spoor is ten minste even lang als de lip, horizontaal of naar boven gebogen en met een verbrede top.
De bloeitijd is van april tot juni.

## Habitat
A. picta geeft de voorkeur aan droge, basische bodems, zoals stenige bermen, open plaatsen in garrigues en maquis en lichte bossen. In middelgebergtes komt de soort voor tot op hoogtes van 1.500 m.

## Verspreiding en voorkomen
A. picta komt voor in het Middellandse Zeegebied van Portugal tot Turkije en in Noord-Afrika.
In Frankrijk is de soort vrij algemeen langs de kust van de Middellandse Zee waar ze de nominaat A. morio lijkt te vervangen.

## Verwantschap en gelijkende soorten
A. picta behoort samen met enkele sterk gelijkende zustersoorten, het harlekijntje (A. morio), A. champagneuxii en A. longicornu tot een groep binnen het geslacht Anacamptis, de sectie Moriones.
A. picta verschilt van de nominaat A. morio door de slankere bouw, smallere bladeren, kleinere bloemen met een bloemlip waarvan de middenlob korter is dan de zijlobben. Ze prefereert drogere en iets basischer bodems dan A. morio.